# Гъсеница
Гъсеницата е ларвата на насекомите от разред Пеперуди.
Повечето гъсеници са растителноядни, но не съвсем всички – около 1% са насекомоядни, дори канибалистични. Някои се хранят с други животински продукти, като например дрешните молци, които се хранят с вълна или Ceratophaga vastella, които се храня с копита и рога на мъртви копитни животни.
Гъсениците обикновено ядат ненаситно и много от тях представляват сериозни селскостопански вредители. Всъщност, много молци са по-познати именно във вида си на гъсеници, поради пораженията, които причиняват на селскостопанските култури, докато в развита форма те не са преки вредители. От друга страни, различни видове гъсеници са ценни източници на коприна или се използват за храна или контролиране на вредни растения.

## Описание
Гъсениците имат меки тела, които могат да растат бързо между смените на обвивките. Размерът им варира в зависимост от вида, от 1 mm до 14 cm. Някои ларви на видове от разреда Ципокрили могат да приличат досущ като гъсеници. И макар те да приличат на такива, те се отличават по наличието на крайници върху всеки коремен сегмент, липсата на кукички по крайниците и чифт издадени прости очи на главата.
Гъсениците на пеперудите могат да се различат от останалите ларви по:
- броя чифтове крайници – гъсениците имат максимум 5 чифта;
- броя прости очи – гъсениците обикновено имат по 6;
- наличието на кукички по крайниците;
- Y или V-образна структура на главата.

През 2019 г. гъсеница на молец от семейство Geometridae, датираща от еоцен (преди около 44 млн. години), е намерена запазена в балтийски кехлибар кехлибар.

## Защити
Много животни се хранят с гъсеници, тъй като са богати на протеини. Поради тази причина, гъсениците са еволюирали и са развили различни защитни механизми. Освен това те са развили и защити срещу физически условия, като например студено, горещо или сухо време. Гъсениците на арктически видове като Gynaephora groenlandica се сгряват, като се струпват заедно и изпадат в зимен сън.
Понякога, самият вид на гъсеницата може да отблъсне потенциалния хищник – маркировката ѝ и определени части на тялото ѝ могат да изглеждат отровни или по-големи на вид, като по този начин изглеждат заплашително или като неядивни. Някои гъсеници действително са отровни, докато други само имитират опасност. Много гъсеници са така оцветени, че се сливат с околната среда, приличайки на растенията, с които се хранят. Така например, гъсениците на Nemoria arizonaria се излюпват зелени през пролетта или тъмно оцветени през лятото. Диференциалното развитие е свързано със съдържанието на танини в диетата.
Други гъсеници разполагат с бодлива четина с връхчета, които се откъсват и дразнят кожата и лигавицата. Въпреки това, някои птици (като например от семейство Кукувицови) поглъщат дори и най-косматите гъсеници. Някои гъсеници се сдобиват с токсини от растенията, които ги правят неапетитни за повечето им хищници. Гъсениците от рода Lonomia са сред най-отровните в света – отровата им е противосъсирващо вещество, което е достатъчно мощно, за да убие човек чрез кървене. Някои гъсеници могат да повръщат стомашни сокове по посока на нападателя, докато тези от семейство Лястовичи опашки произвеждат лоша миризма.
Някои гъсеници получават защитата на други животни, с които се свързват, като например мравки. Така например, гъсениците на семейство Синевки са особено известни с това – те комуникират с мравките чрез вибрации и обикновено им се отплащат с храна. Съществуват и „стадни“ гъсеници, като някои от тях образуват дълги вериги с цел да се придвижват между дърветата над земята. Главата на първата гъсеница е видима, но тези на останалите зад нея остават скрити.
Четината на гъсениците най-често предизвиква обриви у хората

## Поведение
Гъсениците са известни с ненаситното си ядене на листа. Повечето видове сменят кожата си 4 – 5 пъти, докато тялото има расте, накрая превръщайки се в какавида, от която се развива възрастния индивид. Гъсениците растат много бързо, като например тези на Manduca sexta нарастват десеткратно за по-малко от 20 дни.
Повечето гъсеници са растителноядни, като много от тях са ограничени от хранен само върху едно растение. Други се хранят с детрити, а трети са хищни, хранейки се с гъсениците на други видове. Някои се хранят с яйцата на насекоми или паразитират. Тези на Hyposmocoma molluscivora използват копринени капани, за да улавят охлюви.